# Памятник Шаху Исмаилу Хатаи
Памятник Шаху Исмаилу Хатаи (азерб. Şah İsmayıl Xətainin heykəli) — памятник, установленный на улице Юсифа Сафарова города Баку в честь поэта и полководца Шаха Исмаила Хатаи.

## История
Памятник установлен в 1993 году на пересечении улиц Юсиф Сафарова и Мехти Мехтизаде перед станцией бакинского метрополитена Шах Исмаил Хатаи. Скульпторами памятника являются Заслуженный деятель искусств Азербайджанской ССР, народный художник Азербайджанской ССР Ибрагим Зейналов и азербайджанский скульптор, художник и педагог Закир Мехтиев, а архитекторами — П. Гусейнов, Г. Алиев. Памятник сделан из бронзы и гранита.
В 2007 году постамент памятника был реконструирован, памятник облицовывали плитами из розового гранита, а сама скульптура была отреставрирована. Также были проведены работы по озеленению парка вокруг памятника.
В 2017 году в ходе работ по расширению проезжей части улицы Юсифа Сафарова аллея была ликвидирована, а памятник Хатаи был сохранён. В 2020 году памятник был перенесён в новый парк.

## См.также
- Улица Юсифа Сафарова (Баку)
- Список бакинской городской скульптуры